# Зимске олимпијске игре 1968.
X Зимске олимпијске игре су одржане 1968. године у Греноблу, у Француској.
По први пут је Међународни олимпијски комитет дозволио да Источна и Западна Немачка наступе као потпуно одвојени тимови, иако су до ових Зимских олимпијских игара наступали заједно као тим Немачке. Та ће се пракса одвојених наступа наставити све до поновног уједињења Немачке 1990. године.
У такмичарском програму су се истакли следећи појединци и екипе:
- Алпски скијаш из Француске Жан-Клод Кили је разгалио срца домаћих гледаоца освојивши златне медаље у све три тадашње алпске дисциплине (слалом, велеслалом, спуст).
- Тоини Густафсон, тркачица на скијама из Шведске, је доминирала с освојена два злата у обе појединачне дисциплине (5 и 10 km) па је тим медаљама придодала и сребро из штефете.
- Еугенио Монти из Италије је остварио редак подвиг: као пилот боба наступио је и у бобу двоседу и у бобу четвероседу, те у обе трке освојио златну медаљу.
- По први пута од када се на Зимским олимпијским играма укључилио тим Совјетског Савеза нека друга држава је била прва по броју освојених медаља. То је овај пут успело тиму Норвешке, која је на тај начин за кратко прекинула доминацију спортске велесиле Совјетског Савеза на Зимским играма.

## Заступљени спортови
- Алпско скијање
- Биатлон
- Боб
- Брзо клизање
- Хокеј на леду

- Санкање
- Скијашко трчање
- Нордијска комбинација
- Скијашки скокови
- Уметничко клизање

## Списак поделе медаља
(Медаље домаћина посебно истакнуте)
| Зимске олимпијске игре Гренобл 1968. | Зимске олимпијске игре Гренобл 1968. | Зимске олимпијске игре Гренобл 1968. | Зимске олимпијске игре Гренобл 1968. | Зимске олимпијске игре Гренобл 1968. | Зимске олимпијске игре Гренобл 1968. |
| ------------------------------------ | ------------------------------------ | ------------------------------------ | ------------------------------------ | ------------------------------------ | ------------------------------------ |
| Пласман                              | Држава                               | Злато                                | Сребро                               | Бронза                               | Укупно                               |
| 1                                    | Норвешка                             | 6                                    | 6                                    | 2                                    | 14                                   |
| 2                                    | СССР                                 | 5                                    | 5                                    | 3                                    | 13                                   |
| 3                                    | Француска                            | 4                                    | 3                                    | 2                                    | 9                                    |
| 4                                    | Италија                              | 4                                    | 0                                    | 0                                    | 4                                    |
| 5                                    | Аустрија                             | 3                                    | 4                                    | 4                                    | 11                                   |
| 6                                    | Холандија                            | 3                                    | 3                                    | 3                                    | 9                                    |
| 7                                    | Шведска                              | 3                                    | 2                                    | 3                                    | 8                                    |
| 8                                    | Западна Немачка                      | 2                                    | 2                                    | 3                                    | 7                                    |
| 9                                    | Сједињене Америчке Државе            | 1                                    | 5                                    | 1                                    | 7                                    |
| 10                                   | Источна Немачка                      | 1                                    | 2                                    | 2                                    | 5                                    |
| 10                                   | Финска                               | 1                                    | 2                                    | 2                                    | 5                                    |
| 12                                   | Чехословачка                         | 1                                    | 2                                    | 1                                    | 4                                    |
| 13                                   | Канада                               | 1                                    | 1                                    | 1                                    | 3                                    |
| 14                                   | Швајцарска                           | 0                                    | 2                                    | 4                                    | 6                                    |
| 15                                   | Румунија                             | 0                                    | 0                                    | 1                                    | 1                                    |
| Укупно                               | Укупно                               | 35                                   | 39                                   | 32                                   | 106                                  |

## Судијске контроверзе
- У мушком слалому је Аустријанац Карл Шранц уложио жалбу после свог наступа тврдећи да му је током трке неко од гледаоца намерно прешао стазом присиливши га да потпуно успори и тиме га онемогућио да оствари добро време. Судије су најпре дозволили Шранцу да понови наступ, и он је у поновљеној вожњи остварио најбоље време. Накнадно је поновно уложена жалба, овај пута од стране домаћина и Шранцу је тада брисан други, бољи резултат и призната је само прва, далеко спорија вожња. Како је тиме злато освојио управо домаћи представник Кили, до данас постоје сумње у регуларност те трке.
- У санкању су такмичарке из Источне Немачке освојиле прво, друго и четврто место. Међутим, судијски жири их је накнадно све три дисквалификовао, због наводног загревања санки пре старта.